# Іванс Лук'яновс
Іванс Лук'яновс (латис. Ivans Lukjanovs, нар. 24 січня 1987, Даугавпілс) — латвійський футболіст, нападник «Ротора» та національної збірної Латвії.

## Клубна кар'єра
Вихованець ризького «Сконто», проте професійну кар'єру розпочав у клубі «Олімпс», за який виступав на правах оренду 2006 року, ставши з 27 голами найкращим бомбардиром Першої ліги Латвії. Цим Лук'яновс допоміг клубу зайняти перше місце і вийти до Вищої ліги.
Після повернення в «Сконто» не мав постійної ігрової практики, зігравши лише в 8 матчах чемпіонату, через що влітку 2007 року знову був відданий в оренду в «Олімпс», а відразу після завершення оренди був відправлений в Литву, де по півроку грав за місцеві клуби «Шяуляй» та «Судува».
На початку 2009 року знову повернувся в «Сконто», але цього разу зміг стати основним бомбардиром команди, забивши за півроку 14 голів у 15 матчах чемпіонату.
Своєю грою привернув увагу представників тренерського штабу польської «Лехії» (Гданськ), до складу якої приєднався в липні 2009 року. За польську команду Лук'яновс відіграв три наступні сезони своєї ігрової кар'єри, будучи в усіх основним гравцем, проте голи забивав досить рідко.
В серпні 2012 року перебрався до запорізького «Металург» з Прем'єр-ліги. Дебютував Іванс в його складі в поєдинку з одноклубниками з Донецька 26 серпня, відігравши весь матч. Провів литовський легіонер повністю на полі і весь наступний матч чемпіонату. Проте після приходу на посаду головного тренера клубу Віталія Кварцяного в вересні того ж року, Іванс перестав потрапляти до основного складу команди, зігравши до кінця року ще лише в двох матчах чемпіонату і в одній грі кубка.
На початку 2013 року футболіст перебрався в російський «Волгар», що виступав у Першості ФНЛ. Проте вже влітку команда завершила чемпіонат на останній сходинці і вилетіла в третій за рівнем дивізіон, а Лук'яновс перейшов до іншої команди Першості ФНЛ — «Ротора». Наразі встиг відіграти за волгоградську команду 12 матчів в національному чемпіонаті.

## Виступи за збірні
2008 року залучався до складу молодіжної збірної Латвії. На молодіжному рівні зіграв у 10 офіційних матчах, забив 2 голи.
22 січня 2010 року дебютував в офіційних матчах у складі національної збірної Латвії в товариській грі проти збірної Південної Кореї, вийшовши на поле на 64-й хвилин замість Андрія Перепльоткіна. Наразі провів у формі головної команди країни 15 матчів.

## Титули і досягнення
- Переможець Першої ліги Литви: 2006
- Найкращий бомбардир Першої ліги Литви: 2006 (27 голів)
- Володар Балтійського кубка: 2012
- Чемпіон Латвії (2):

«Рига»: 2018, 2019
- Володар Кубка Литви (1):

«Судува»: 2009
- Володар Кубка Латвії (1):

«Рига»: 2018